# Watashi no Mirai no Danna-sama / Ryūsei Boy
Singles de Berryz Kōbō
Seishun Bus Guide
(2009) Otakebi Boy Wao!
(2010)
 Watashi no Mirai no Danna-sama / Ryūsei Boy (私の未来のだんな様/流星ボーイ) est le 21e single du groupe de J-pop Berryz Kōbō.

## Présentation
Le single, écrit, composé et produit par Tsunku, sort le 11 novembre 2009 au Japon sur le label Piccolo Town. Il atteint la 5e place du classement des ventes hebdomadaire de l'Oricon et reste classé pendant neuf semaines. C'est alors le deuxième single le plus vendu du groupe, après son Dschinghis Khan de 2009. Il sort également dans trois éditions limitées avec des pochettes différentes, notées "A" et "B" avec chacune en supplément un DVD différent, et "C" avec en supplément une carte de collection de la série anime Inazuma Eleven. Seul le titre Ryūsei Boy sort aussi au format "single V" (vidéo DVD) une semaine après.
Comme le précédent, c'est un single "double-face A" contenant deux chansons principales et leurs versions instrumentales. Les deux chansons figureront sur le sixième album du groupe, 6th Otakebi Album, qui sort cinq mois plus tard. Ryūsei Boy sert de thème de fin au 2e jeu vidéo de la série Inazuma Eleven, ainsi qu'à la série anime homonyme qui en est adaptée, comme le précédent titre Seishun Bus Guide.

## Formation
Membres créditées sur le single :
- Saki Shimizu
- Momoko Tsugunaga
- Chinami Tokunaga
- Māsa Sudō
- Miyabi Natsuyaki
- Yurina Kumai
- Risako Sugaya

## Liste des titres
Single CD
1. Watashi no Mirai no Danna-sama (私の未来のだんな様?)
2. Ryūsei Boy (流星ボーイ?)
3. Watashi no Mirai no Danna-sama (Instrumental) (私の未来のだんな様...?)
4. Ryūsei Boy (Instrumental) (流星ボーイ...?)

DVD de l'édition limitée "A"
1. Watashi no Mirai no Danna-sama (Close-up Ver.) (私の未来のだんな様...?)

DVD de l'édition limitée "B"
1. Ryūsei Boy (Dance Shot Ver.) (流星ボーイ...?)

Single V de Ryūsei Boy
1. Ryūsei Boy (流星ボーイ?)
2. Ryūsei Boy (Close-up Ver.) (流星ボーイ...?)
3. Making Eizô (メイキング映像?) (making of)